# Dawid Fanto

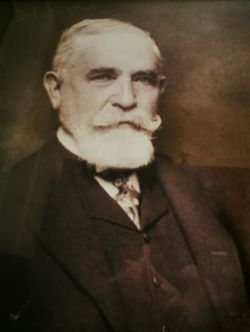
Dawid Fanto

Dawid Fanto (ur. 29 czerwca 1852 w Holiču, zm. 27 maja 1920 we Wiedniu) - kupiec i przedsiębiorca naftowy żydowskiego pochodzenia, założyciel jednej z największych firm petrochemicznych w monarchii austro-węgierskiej.  

## Życiorys
Urodził się w miasteczku Holič (obecnie Słowacja). Jego ojciec, Joachim Fanto, od 1870 roku prowadził rodzinne przedsiębiorstwo zajmujące się handlem ropą naftową. Po bankructwie firmy Dawid Fanto rozpoczął samodzielną działalność, początkowo zajmując się handlem produktami naftowymi. Następnie prowadził import surowca ze Stanów Zjednoczonych i uzyskał wyłączność na współpracę z niektórymi rafineriami na terenie Czech. 
W 1888 roku założył własną rafinerię w Pardubicach. Początkowo zakład przerabiał ropę sprowadzaną z Kaukazu, później firma nabywała również prawa do wydobycia w Borysławiu (Galicja), Rumunii i na Bliskim Wschodzie. Przedsiębiorstwo rozwinęło transport kolejowy oraz flotę statków obsługujących przewozy na Dunaju i Łabie.
Pod koniec I wojny światowej firma Dawida Fanty wykupiła Towarzystwo Akcyjne "Montan", do którego należała rafineria ropy naftowej w Ustrzykach Dolnych. 

## Działalność gospodarcza
Firma Dawida Fanty stała się jednym z największych przedmiotów naftowych w monarchii austro-węgierskiej. Posiadała oddziały między innymi we Francji i Szwajcarii. 
Podczas I wojny światowej, mimo utraty części zagranicznych filii, przedsiębiorstwo odnotowało wzrost produkcji i dochodów. Na przełomie 1917 i 1918 roku w Wiedniu wzniesiono reprezentacyjną siedzibę spółki - Palais Fanto. Budynek istnieje do dziś, a charakterystycznym elementem jego architektury są tzw. "schody cesarskie", wykonane z marmuru przeznaczonego pierwotnie do rozbudowy Hofburga. 

## Dziedzictwo
Dawid Fanto zmarł w 1920 roku w Wiedniu, gdzie został pochowany. Po jego śmierci rodzina nie kontynuowała w pełni prowadzenia przedsiębiorstwa, które jednak nadal funkcjonowało pod szyldem jego założyciela. 
W latach 20. XX wieku firma produkowała benzynę, oleje mineralne, parafinę i świece. Rozwijała także sieć stacji paliwowych w Austrii, projektowanych przez architekta Josefa Gočára. Pod koniec dekady spółka sprzedała swoje udziały w przedsiębiorstwach działających na terenie II Rzeczypospolitej kapitałowi francuskiemu. 